# Oneonta (Alabama)
 Oneonta, Alabama és una població dels Estats Units a l'estat d'Alabama. Segons el cens del 2000 tenia 5.576 habitants.

## Demografia
Segons el cens del 2000, Oneonta tenia 5.576 habitants, 2.177 habitatges, i 1.419 famílies. La densitat de població era de 140,3 habitants/km².
Dels 2.177 habitatges en un 28% hi vivien nens de menys de 18 anys, en un 50,8% hi vivien parelles casades, en un 11,1% dones solteres, i en un 34,8% no eren unitats familiars. En el 32,2% dels habitatges hi vivien persones soles el 18,1% de les quals corresponia a persones de 65 anys o més que vivien soles. El nombre mitjà de persones vivint en cada habitatge era de 2,35 i el nombre mitjà de persones que vivien en cada família era de 2,97.
Per edats la població es repartia de la següent manera: un 21,5% tenia menys de 18 anys, un 8,4% entre 18 i 24, un 26,4% entre 25 i 44, un 22,5% de 45 a 60 i un 21,1% 65 anys o més.
L'edat mediana era de 40 anys. Per cada 100 dones hi havia 91,2 homes. Per cada 100 dones de 18 o més anys hi havia 86,2 homes.
La renda mediana per habitatge era de 28.620 $ i la renda mediana per família de 40.125 $. Els homes tenien una renda mediana de 30.430 $ mentre que les dones 19.531 $. La renda per capita de la població era de 16.166 $. Aproximadament el 8,4% de les famílies i el 14,7% de la població estaven per davall del llindar de pobresa.

## Poblacions properes
El següent diagrama mostra les poblacions més properes.